# قانون سبونر

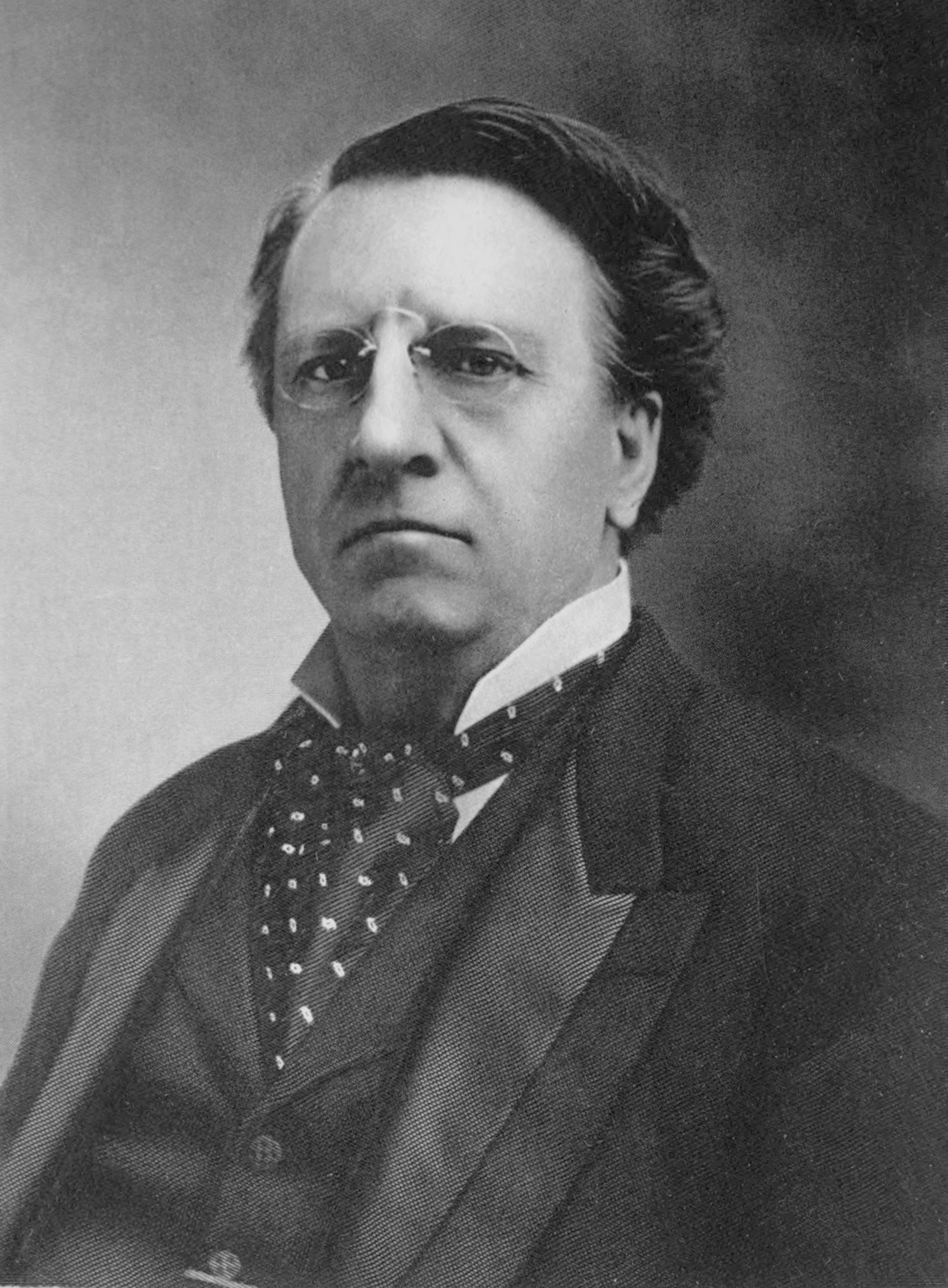
جون كويت سبونر، عضو مجلس الشيوخ الأمريكي من ولاية ويسكونسن

قانون سبونر الأول لعام 1902، يُشار إليه أيضًا باسم قانون قناة بنما. كتبه عضومجلس الشيوخ الأمريكي من ولاية ويسكونسن، جون كويت سبونر، وتم سنه في 28 يونيو 1902، ووقعه الرئيس روزفلت اليوم التالي. سمح بشراء أصول نقابة فرنسية تسمى شركة قناة بنما الجديدة، شريطة أن يتم التفاوض على معاهدة معجمهورية كولومبيا.
النقابة التي يرأسها فيليب جان بونو فاريا بيعت بسعر مخفض من 110 مليون دولار إلى 40 مليون دولار فقط. تلقى المحامي الأمريكي ويليام نيلسون كرومويل بعد ذلك عمولة قدرها 800 ألف دولار لممارسة الضغط.

## روابط خارجية
- http://www.czbrats.com/Builders/spooner.htm
- http://www.answers.com/topic/panama-canal-purchase-act-1902